# Elecciones generales de Italia de 1913
Las elecciones generales se celebraron en el Reino de Italia el 26 de octubre de 1913, con una segunda ronda de votación el 2 de noviembre. Los Liberales (el ex Ministeriali) retuvieron por poco una mayoría absoluta en la Cámara de Diputados, mientras que el Partido Radical emergió como el mayor bloque de oposición. A ambos grupos les fue particularmente bien en el sur de Italia, mientras que el Partido Socialista Italiano ganó ocho escaños y fue el partido más grande de Emilia-Romaña. Sin embargo, la elección marcó el comienzo del declive del establishment liberal.

## Reforma electoral
Los cambios realizados en 1912 ampliaron el derecho a voto para incluir a todos los hombres alfabetizados de 21 años o más que habían servido en las fuerzas armadas. Para los mayores de 30 años, se abolió el requisito de alfabetización. Esto elevó el número de votantes inscritos de 2.930.473 en 1909 a 8.443.205. El sistema electoral siguió siendo de distritos electorales uninominales con votación por mayoría celebrando una segunda vuelta en caso de ser necesario.

## Contexto histórico
Las dos facciones parlamentarias históricas, la izquierda liberal y progresista y la derecha conservadora y monárquica, formaron un solo grupo liberal y centrista, conocido como Unión Liberal, bajo el liderazgo de Giovanni Giolitti. Este fenómeno, conocido en italiano como Trasformismo (en un periódico satírico, el primer ministro fue representado como un camaleón), eliminó efectivamente las diferencias políticas en el Parlamento, que estaba dominado por un bloque liberal poco distinguido con una mayoría aplastante hasta después de la Primera Guerra Mundial. Dos facciones parlamentarias se alternaron en el gobierno, una dirigida por Sidney Sonnino y la otra, con mucho la mayor de las dos, por Giolitti. En ese momento, los liberales gobernaron en alianza con los radicales, los demócratas y, finalmente, los socialistas reformistas. Esta alianza gobernó contra dos opositores más pequeños: Los Clericales, compuestos por algunos políticos de orientación vaticana, El Extremo, formado por la facción socialista que representaba una izquierda real en un concepto actual.

## Partidos y líderes
| Partido | Partido                                       | Ideología                             | Líder               |
| ------- | --------------------------------------------- | ------------------------------------- | ------------------- |
|         | Unión Liberal (UL)                            | Liberalismo, Centrismo                | Giovanni Giolitti   |
|         | Partido Socialista Italiano (PSI)             | Socialismo, Socialismo revolucionario | Costantino Lazzari  |
|         | Partido Radical Italiano (PR)                 | Radicalismo, Republicanismo           | Ettore Sacchi       |
|         | Partido Democrático Constitucional (PDC)      | Socioliberalismo, Liberalismo         | Varios              |
|         | Unión Electoral Católica Italiana (UECI)      | Clericalismo, Democracia cristiana    | Ottorino Gentiloni  |
|         | Partido Socialista Reformista Italiano (PSRI) | Socialdemocracia, Reformismo          | Leonida Bissolati   |
|         | Partido Democrático (PD)                      | Socioliberalismo, Socialdemocracia    | Varios              |
|         | Partido Republicano Italiano (PRI)            | Republicanismo, Radicalismo           | Napoleone Colajanni |
|         | Católicos Conservadores (CC)                  | Realismo, Clericalismo                | Varios              |

## Coaliciones
| Coalición | Coalición | Partidos                                      | Partidos                          |
| --------- | --------- | --------------------------------------------- | --------------------------------- |
|           | Mayoría   |                                               | Unión Liberal (UL)                |
|           | Mayoría   | Partido Radical Italiano (PR)                 |                                   |
|           | Mayoría   | Partido Democrático Constitucional (PDC)      |                                   |
|           | Mayoría   | Unión Electoral Católica Italiana (UECI)      |                                   |
|           | Mayoría   | Partido Democrático (PD)                      |                                   |
|           | Mayoría   | Católicos Conservadores (CC)                  |                                   |
|           | Oposición |                                               | Partido Socialista Italiano (PSI) |
|           | Oposición | Partido Socialista Reformista Italiano (PSRI) |                                   |
|           | Oposición | Partido Republicano Italiano (PRI)            |                                   |

## Resultados
| Partido                            | Partido                                | Votos     | %     | Escaños | +/−   |
| ---------------------------------- | -------------------------------------- | --------- | ----- | ------- | ----- |
|                                    | Unión Liberal                          | 2.387.947 | 47,62 | 270     | Nuevo |
|                                    | Partido Socialista Italiano            | 883.409   | 17,62 | 52      | +11   |
|                                    | Partido Radical Italiano               | 522.522   | 10,42 | 62      | +14   |
|                                    | Partido Democrático Constitucional     | 277.251   | 5,53  | 29      | Nuevo |
|                                    | Unión Electoral Católica Italiana      | 212.319   | 4,23  | 20      | +2    |
|                                    | Partido Socialista Reformista Italiano | 196.406   | 3,92  | 19      | Nuevo |
|                                    | Partido Democrático                    | 138.967   | 2,77  | 11      | Nuevo |
|                                    | Partido Republicano Italiano           | 102.102   | 2,04  | 8       | −15   |
|                                    | Católicos Conservadores                | 89.630    | 1,79  | 9       | Nuevo |
|                                    | Republicanos disidentes                | 71.564    | 1,43  | 9       | Nuevo |
|                                    | Socialistas Independientes             | 67.133    | 1,34  | 8       | Nuevo |
|                                    | Radicales disidentes                   | 65.671    | 1,31  | 11      | Nuevo |
| Votos válidos                      | Votos válidos                          | 5.014.921 | 98,32 | –       | –     |
| Votos inválidos/en blanco          | Votos inválidos/en blanco              | 85.694    | 1,68  | –       | –     |
| Total                              | Total                                  | 5.100.615 | 100   | 508     | ±0    |
| Votantes registrados/participación | Votantes registrados/participación     | 8.443.205 | 60,41 | –       | –     |
| Fuente: Nohlen & Stöver            |                                        |           |       |         |       |

| \| Voto popular \| Voto popular \| Voto popular \| Voto popular \| Voto popular \| \| ------------ \| ------------ \| ------------ \| ------------ \| ------------ \| \| \| \| \| \| \| \| UL \| UL \| \| 47.62 % \| 47.62 % \| \| PSI \| PSI \| \| 17.62 % \| 17.62 % \| \| PR \| PR \| \| 10.42 % \| 10.42 % \| \| PDC \| PDC \| \| 5.53 % \| 5.53 % \| \| UECI \| UECI \| \| 4.23 % \| 4.23 % \| \| PSRI \| PSRI \| \| 3.92 % \| 3.92 % \| \| PD \| PD \| \| 2.77 % \| 2.77 % \| \| PRI \| PRI \| \| 2.04 % \| 2.04 % \| \| CC \| CC \| \| 1.79 % \| 1.79 % \| \| Otros \| Otros \| \| 4.08 % \| 4.08 % \| |       |  |         |         |
| Voto popular |       |  |         |         |
| |       |  |         |         |
| UL | UL    |  | 47.62 % | 47.62 % |
| PSI | PSI   |  | 17.62 % | 17.62 % |
| PR | PR    |  | 10.42 % | 10.42 % |
| PDC | PDC   |  | 5.53 %  | 5.53 %  |
| UECI | UECI  |  | 4.23 %  | 4.23 %  |
| PSRI | PSRI  |  | 3.92 %  | 3.92 %  |
| PD | PD    |  | 2.77 %  | 2.77 %  |
| PRI | PRI   |  | 2.04 %  | 2.04 %  |
| CC | CC    |  | 1.79 %  | 1.79 %  |
| Otros | Otros |  | 4.08 %  | 4.08 %  |

| \| Escaños parlamentarios \| Escaños parlamentarios \| Escaños parlamentarios \| Escaños parlamentarios \| Escaños parlamentarios \| \| ---------------------- \| ---------------------- \| ---------------------- \| ---------------------- \| ---------------------- \| \| \| \| \| \| \| \| UL \| UL \| \| 53.15 % \| 53.15 % \| \| PR \| PR \| \| 12.20 % \| 12.20 % \| \| PSI \| PSI \| \| 10.24 % \| 10.24 % \| \| PDC \| PDC \| \| 5.71 % \| 5.71 % \| \| UECI \| UECI \| \| 3.94 % \| 3.94 % \| \| PSRI \| PSRI \| \| 3.74 % \| 3.74 % \| \| PD \| PD \| \| 2.17 % \| 2.17 % \| \| CC \| CC \| \| 1.77 % \| 1.77 % \| \| PRI \| PRI \| \| 1.57 % \| 1.57 % \| \| Otros \| Otros \| \| 5.51 % \| 5.51 % \| |       |  |         |         |
| Escaños parlamentarios |       |  |         |         |
| |       |  |         |         |
| UL | UL    |  | 53.15 % | 53.15 % |
| PR | PR    |  | 12.20 % | 12.20 % |
| PSI | PSI   |  | 10.24 % | 10.24 % |
| PDC | PDC   |  | 5.71 %  | 5.71 %  |
| UECI | UECI  |  | 3.94 %  | 3.94 %  |
| PSRI | PSRI  |  | 3.74 %  | 3.74 %  |
| PD | PD    |  | 2.17 %  | 2.17 %  |
| CC | CC    |  | 1.77 %  | 1.77 %  |
| PRI | PRI   |  | 1.57 %  | 1.57 %  |
| Otros | Otros |  | 5.51 %  | 5.51 %  |

### Primer partido por región
| Región           | 1er Lugar | 1er Lugar | 2.º Lugar | 2.º Lugar | 3er Lugar | 3er Lugar |
| ---------------- | --------- | --------- | --------- | --------- | --------- | --------- |
| Abruzzi e Molise |           | UL        |           | PSI       |           | PR        |
| Apulia           |           | UL        |           | PSI       |           | PR        |
| Basilicata       |           | UL        |           | PR        |           | PSI       |
| Calabria         |           | UL        |           | PR        |           | PSI       |
| Campania         |           | UL        |           | PR        |           | PSI       |
| Emilia-Romaña    |           | PSI       |           | UL        |           | PR        |
| Lacio            |           | UL        |           | PSI       |           | PR        |
| Liguria          |           | UL        |           | PSI       |           | PR        |
| Lombardía        |           | PSI       |           | UL        |           | PR        |
| Marcas           |           | UL        |           | PSI       |           | PR        |
| Piamonte         |           | UL        |           | PSI       |           | PR        |
| Cerdeña          |           | UL        |           | PSI       |           | PR        |
| Sicilia          |           | UL        |           | PR        |           | PSI       |
| Toscana          |           | PSI       |           | UL        |           | PR        |
| Umbría           |           | PSI       |           | UL        |           | PR        |
| Véneto           |           | UL        |           | PSI       |           | PR        |